# Pachnobia rodionovi
Pachnobia rodionovi là một loài bướm đêm trong họ Noctuidae.